# レキマ・タンギタンギヴァル
レキマ・タンギタンギヴァル（Lekima Tagitagivalu、1995年12月4日 - ）は、トップ14・セクシオン・パロワーズに所属するラグビー選手。

## プロフィール
- フィジー・バ出身[1]。
- ポジションはフランカー(FL)。
- 身長 192cm、体重 109kg
- 兄のロパテ・ラトゥもラグビー選手[2]。
- U20フィジー代表に選ばれたことがある[3]。
- フィジー代表キャップは7（2024年3月現在）でラグビーワールドカップ2023のフィジー代表に選ばれた[4]。

## 略歴
2015年、バイヨンヌに加入。